# Demografia da Itália

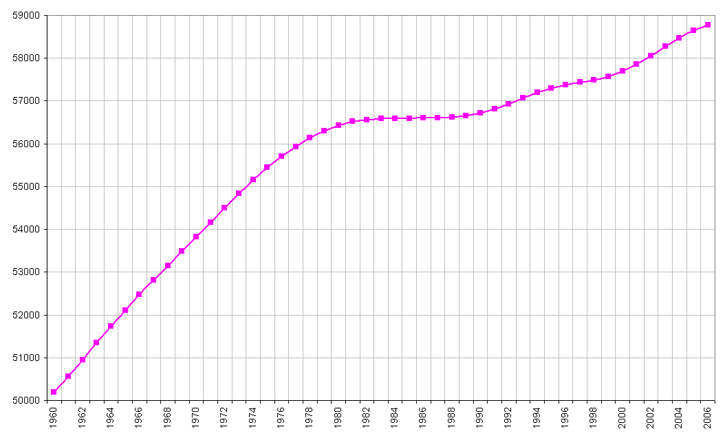
Evolução demográfica da Itália (1960-2006).

Em 2023, a Itália era o terceiro país mais populoso da União Europeia, com uma população de 58,8 milhões de pessoas. Sua densidade populacional era cerca de 201 habitantes por quilômetro quadrado, uma das maiores entre países da Europa Ocidental. Contudo, a distribuição populacional é bem dispersa e desigual. As áreas mais povoadas ficam no Vale do Pó (onde quase metade da população vive) e nas regiões metropolitanas de Roma e Nápoles, enquanto vastos territórios das terras altas dos Alpes e Apeninos, os planaltos de Basilicata e a ilha da Sardenha são esparsamente populadas.
No final do século XIX e começo do século XX, ocorreu a chamada "Diáspora Italiana". Somente entre 1860 e 1918, mais de 9 milhões de italianos haviam deixado o país para ir morar em outra nação. Estados Unidos, Argentina, Canadá e Brasil receberam enormes quantidades de imigrantes da Itália. Atualmente, estimativas afirmam que quase 80 milhões de pessoas pelo mundo tem ancestralidade total ou parcial italiana. Na própria Itália, 55 milhões de pessoas (ou quase 92% da população) se consideram etnicamente italianos. Cristianismo é a maior religião do país, praticado por 83% da população (desdes, 87% são católicos), embora este número esteja declinando. Ateísmo (5,8%) e o islamismo (3,7%) vem crescendo entre a população, sendo que este último é primordialmente devido a imigração. Ainda assim, a Igreja Católica, cujo centro (o Vaticano) fica no país e ainda conserva grande poder e influência na vida pública nacional. Desde 1984, a despeito do Tratado de Latrão, a Itália não tem religião oficial e possui uma constituição laica.
A população italiana dobrou no século XX, mas o crescimento populacional foi desigual, particularmente por causa do grande êxodo do sul rural para as cidades industriais do norte, um fenômeno que começou no período conhecido como "milagre econômico italiano" das décadas de 1950 e 60. Atualmente, mais de 68% da população vive em áreas urbanas. Além disso, após séculos sofrendo com ondes emigratórias, a partir da década de 1980, a Itália passou a receber uma enorme quantidade de imigrantes, pela primeira vez em sua história. Segundo o governo italiano, há mais de 5 milhões de estrangeiros residindo na Itália (2015). A maioria desses imigrantes são de origem europeia (romenos, albaneses, ucranianos, etc), mas recentemente o país viu um acentuado crescimento no número de africanos (principalmente do Magrebe e da África subsariana) e árabes, acentuado pelas recentes ondas de refugiados, e também de chineses.
Altas taxas de fertilidade e nascimento persistiram até meados da década de 1970, mas depois começaram a declinar consideravelmente, levando a um envelhecimento da população nativa e um fraco crescimento da força de trabalho jovem. No começo do século XXI, um em cada cinco italianos tinha mais de 65 anos. As recentes crises econômicas fizeram várias nativos evitarem terem filhos. Contudo, a imigração das últimas duas décadas garantiram um crescimento da população, mantendo a força de trabalho relativamente enxuta. A taxa de fertilidade também cresceu levemente, de 1,18 filhos por mulher em 1995 para 1,41 em 2008.
O italiano é a língua oficial do país, falada por mais de 90% da população. Cerca de 6,7 milhões de pessoas também falam o idioma como língua materna fora da Itália. A atual versão do italiano foi adotada como língua oficial do Estado após a unificação em 1871, utilizando como base o dialeto florentino da região da Toscana. Um país relativamente novo, a Itália ainda conserva várias línguas regionais, embora estas estejam morrendo. As mais faladas são as línguas piemontesa, vêneta, lígure, lombarda, emiliano-romanhola, napolitana e siciliana. Embora sejam todas línguas românicas, muitas dessas são ininteligíveis entre si, algo que é facilmente contornado devido ao uso do italiano como língua franca. Entre os idiomas estrangeiros falados, 34% da população afirma falar bem inglês como segunda língua, cerca de 16% fala francês, 11% espanhol e 5% alemão. Entre a crescente população de imigrantes, 798 364 falam romeno como língua materna, 476 721 falam árabe e 380 361 albanês.